# Oussekine (série télévisée)
Oussekine est une mini-série française réalisée par Antoine Chevrollier, et diffusée le 11 mai 2022 sur la plateforme Disney+. La série revient sur l'affaire Malik Oussekine.
Pour plus de détails, voir Fiche technique et Distribution.

## Synopsis
Oussekine revient sur les événements du 5 décembre 1986 qui ont conduit à la mort de Malik Oussekine, jeune étudiant de 22 ans, suite à des violences volontaires par des policiers du peloton de voltigeurs motorisés. L'histoire et le procès sont racontés par le prisme de la famille Oussekine.

## Fiche technique
- Réalisation : Antoine Chevrollier
- Scénario : Antoine Chevrollier, Julien Lilti, Cédric Ido, Faïza Guène et Lina Soualem
- Musique : Evgueni Galperine et Sacha Galperine
- Photographie : Benjamin Roux
- Montage : Lilian Corbeille et Camille Toubkis
- Costumes : Pascaline Chavanne
- Production : Pierre Laugier et Anthony Lancret
- Sociétés de production : Itinéraire Productions et Disney+
- Pays de production :  France
- Durée : 4×52 minutes
- Genre : drame
- Date de sortie : 11 mai 2022 sur Disney+

## Distribution
- Kad Merad : Georges Kiejman
- Sayyid El Alami : Malik Oussekine
- Hiam Abbass : Aïcha Oussekine
- Naidra Ayadi : Fatna Oussekine
- Tewfik Jallab : Mohamed Oussekine
- Malek Lamraoui: Ben Amar Oussekine
- Mouna Soualem : Sarah Oussekine
- Slimane Dazi : Miloud Oussekine
- Thierry Godard : Jean Schmidt
- Laurent Stocker : Bernard Dartevelle
- Olivier Gourmet : Robert Pandraud
- Thierry Gary : l'huissier de Robert Pandraud
- Vincent Colombe : Valéry Cassini
- Bastien Bouillon : Yann
- Gilles Cohen : Maître Garaud
- Mario Hacquard : François Mitterrand
- Louis Berthélémy : Paul Bayzelon
- Théau Courtès : l'agent Pierre

## Accueil critique
Le Monde se félicite que ses archives aient été mises à contribution, notamment les minutes des audiences, du « mot à mot ». Pour le quotidien, « c’est cette précision, jointe à la générosité des acteurs, qui rend la vision d’Oussekine aussi douloureuse, aussi indispensable ». 
Pour Le Figaro, cette « série remarquable » montre une « tragédie française ». Les quatre épisodes de la minisérie « unissent dans un même élan l'universel, l'exactitude historique et un désir, comme En Thérapie, de sonder au plus près un traumatisme national dans un examen de conscience sans gant. La fiction dans ce qu'elle a de plus puissant et nécessaire ».
Pour Libération, cette série est « excellente », « complexe et engagée ». Pour Télérama, la série est « remarquable » en ce qu’elle rompt « opportunément l'omerta sur le tragique destin de Malik Oussekine, cet étudiant d'origine algérienne frappé à mort en 1986 par deux policiers à moto. Faire lumière pour chasser les ombres qui obscurcissent dangereusement nos existences et les condamnent parfois à de douloureuses ténèbres. »
Selon Challenges, la série est « Une leçon d'histoire remarquablement orchestrée. Un travail essentiel de mémoire mû par un souci de la recontextualisation des événements. »